# Рутеній
Рутеній (Ru, від лат. Ruthenia — Русь) — хімічний елемент з атомним номером 44, проста речовина сріблясто-сірого кольору, дуже крихкий метал.

## Загальний опис
Належить до платинових металів. У природі існує 7 стабільних ізотопів з масовими числами 96, 98-102, 104. Відкритий К. К. Клаусом у 1844 році. Густина при 20 °C 12370 кг/м3. Парамагнітний. Хімічно пасивний, не реагує навіть з «царською водою». Рутеній — рідкісний і дуже розсіяний елемент, середній вміст рутенію в земній корі 5•10−7% (мас). Існує один мінерал, утворений в основному рутенієм — лаурит (RuS2). Крім того, міститься у мінералах: рутенистому сисертськіті (містить до 19 % Ru), рутенистому нев'янськіті (до 14 % Ru), ауросміриді (різновид нев'янськіту, Ir, Os, Au), осрутині (Ru, Os), як ізоморфна домішка присутній у самородній платині і мінералах сульфідних мідно-нікелевих руд. У мінералах платини Рутеній утворює невпорядковані тверді розчини, його атоми статистично розподілені в структурі платини. Добувають Рутеній пеерважно з платинових руд.

## Історія відкриття елемента
У 1827 році професор Тартуського університету (нині — в м. Тарту, Естонія) Готфрід Вільгельм Озанн (1797—1866) опублікував роботу, в якій заявив про відкриття ним трьох елементів (плуранію, рутенію та полінію), розчиняючи неочищену платину з гір Уралу в царській воді. Таким чином, уперше в хімічну науку було введено термін «рутеній». Йонс Якоб Берцеліус того ж року проводив подібні експерименти з розчиненням платини у царській воді, однак не побачив там нічого нового. Озанн був, однак, переконаний у своїй правоті та відіслав Берцеліусу зразки отриманої речовини. Провівши дослідження, Берцеліус підтвердив знаходження нового елементу в отриманому від Озанна зразку.
Цей елемент був «заново» відкритий пізніше російським ученим, німцем за походженням вихідцем з міста Тарту, випускником Дерптського університету, де зробив свої відкриття Г. Озанн — Карлом-Ернстом Клаусом. К. Е. Клаус дуже делікатно підійшов до праць свого попередника з вивчення платинових металів Г. Озанна. К. Е. Клаус вирішив зберегти назву металу, дану Г. Озанном. Так він пише у своїй першій статті:
|  | «Цей метал я хочу назвати рутенієм тому, що він у невеликій кількості знаходиться у тілі білого кольору, про яке згадує Озанн… Озанн, який це тіло прийняв за особливий оксид металу, назвав його оксидом рутенію… Оскільки цей метал в оксиді рутенію Озанна зустрічається у невеликій кількості, я пропоную назвати його рутенієм». |

## Знаходження у природі
Існує лише один мінерал, утворений переважно рутенієм, — лаурит, що має приблизний склад {\displaystyle ~\mathrm {RuS_{2}} } (іноді його формулу позначають {\displaystyle ~\mathrm {(RuOs)S_{2}} }).
Цей вельми рідкісний мінерал був знайдений на Уралі (Сен-Клер-Девіль), о-ві Борнео, в Орегоні (США), Колумбії і Трансваалі. Лаурит виявлений у Якутії (родовища Інаглі і Кондер) у тісному зрощенні з куперитом, брагітом, осмистим іридієм, хром-шпінелідами і поліксеном.
Питома вага лауриту становить 6—7, твердість за шкалою Мооса — 7—8, колір чорний з металевим блиском. Кристалічна структура — куб-октаедр, параметри: α = 5,57 + 0,01 Å.
Лаурит вивчений досить мало. Через велику рідкість його зразки ніколи не піддавали повному хімічному аналізу.
Крім того, розрізняють рутеній самородний — у вигляді мікроскопічних включень у самородній платині і рутенірідосміні.

## Ізотопи
Природний рутеній складається з семи різних ізотопів. Усі вони стабільні.
| Масове число | Частка у природному рутенії | Період напіврозпаду |
| ------------ | --------------------------- | ------------------- |
| 96           | 5,54 %                      | ∞                   |
| 98           | 1,87 %                      | ∞                   |
| 99           | 12,76 %                     | ∞                   |
| 100          | 12,60 %                     | ∞                   |
| 101          | 17,06 %                     | ∞                   |
| 102          | 31,55 %                     | ∞                   |
| 104          | 18,62 %                     | ∞                   |

Загалом відомо 42 ізотопи рутенію з масовими числами від 87 до 124; 4 з них — метастабільні. З нестабільних ізотопів найбільші періоди напіврозпаду мають Ru106 (371,8 дня) і Ru103 (39,2 дня).

## Отримання
Добувають рутеній переважно з платинових руд. Після відділення від супутніх платинових елементів рутеній переводять у комплексну амонієву сіль хлориду рутенію та відновлюють в тоці водню до металу. Отриманий метал переплавляють у захисній атмосфері інертного газу.

## Хімічні властивості
За своїми хімічними властивостями, що проявляються у природних сполуках, рутеній близький до заліза. Так, він дає міцний сульфід {\displaystyle ~\mathrm {RuS_{2}} }, який має кристалічну решітку піриту ({\displaystyle ~\mathrm {FeS_{2}} }). Найбільш стійким оксидом рутенію є {\displaystyle ~\mathrm {RuO_{2}} }. Вищий леткий оксид {\displaystyle ~\mathrm {RuO_{4}} } отримують тільки синтетично, а в природних умовах він навряд чи може існувати. Дисоціація {\displaystyle ~\mathrm {RuO_{2}} } відбувається при значно вищій температурі, ніж дисоціація оксидів платини і паладію.
З платиною, іридієм і осмієм рутеній дає тверді розчини в значних концентраціях. З осмієм рутеній ізоморфний.

## Біологічний вплив
- Рутеній є єдиним платиновим металом, який виявляється в складі живих організмів (за деякими даними — ще й платина). Концентрується в основному в м'язовій тканині. Вищий оксид рутенію вкрай отруйний.
- Рутеній-106 — бета-радіоактивний ізотоп рутенію, металу платинової групи. Утворюється при ядерних вибухах і роботі ядерноенергетичних установок. Використовується як радіоактивні індикатори, застосовується в медицині у складі аплікаторів при променевій терапії. Період напіврозпаду становить 373,59 дня. Допустима середньорічна об'ємна активність — 4,4 Бк/куб. м.

## Застосування
Застосовують як каталізатор для виготовлення твердих сплавів, для нанесення захисних покривів на електричні контакти, титанові електроди, для декоративних покривів на ювелірні вироби, а також як компонент сплавів з Pt i Rh.
- У вигляді діоксиду застосовують для створення нерозчинних анодів — ОРТА.
- Невелика домішка рутенію (0,1 %) посилює корозійну стійкість титанових сплавів.

Відкриття, зроблене експериментальним шляхом дослідниками з університету Міннесоти у 2018 році, демонструє те, що хімічний елемент рутеній є четвертим хімічним елементом, що володіє унікальними магнітними властивостями при кімнатній температурі. До останнього часу людям були відомі лише три стабільних магнітних елементи, зокрема залізо (Fe), кобальт Co), нікель (Ni), і частково гадоліній (Gd), який втрачає магнітні властивості при температурі вище 8 градусів Цельсія. Виявлення нового магнітного матеріалу може призвести до розробки нових типів датчиків, пристроїв зберігання, обробки інформації та маси інших електронних і електромеханічних пристроїв. Крім традиційних технологій, у яких використовуються магнітні властивості матеріалів, поява нового магнітного матеріалу може зіграти важливу роль для подальшого розвитку ряду нових напрямків, як-от спінтроніка. Цьому сприятиме те, що технології вирощування тонких плівок і створення наноструктур уже досягли того рівня, який дає змогу виробляти матеріали з унікальними властивостями, котрих не мають ці ж матеріали природного походження.
Рутеній входить до переліку корисних копалин, що включені до підписаної у квітні 2025 року угоди між урядами США та України про створення спільного інвестиційного фонду з відбудови України.